# 躺平
躺平、躺平主義是2021年开始在中國大陸流行的网络词语，指年輕群體中出現的「与其跟随社会期望坚持奋斗，不如选择‘躺平’，无欲无求」的处事态度。躺平的具体内涵不是說不工作了，但包括“不买房、不买车、不谈恋爱、不结婚、不生娃、低水平消费”、维持基本尊嚴“拒绝成为资本家赚钱的机器、被资本家剥削的奴隶”等生活與職業上的實踐。
在经济下滑及2019冠状病毒病中国大陆疫情的背景下，躺平被视为年輕群體出于对现实环境的失望，對階級固化、内卷化、中產階級萎縮、在職貧窮、過勞等現象的回應。同時期全球各地也出現類似的社會現象，很多人以寧靜辭職方式應對工作，而經濟學家和媒體將之稱為大辭職。
躺平主義不只包含上述工作上，還在社会上产生了强烈的共鳴和共识的力量，一定程度上形成了“拒绝消费，拒绝奋斗，拒绝被割韭菜，拒绝被资本功利主義挟持”的不合作以及勞工權利意识，对官方的意识形态宣传和现行制度构成挑战。有观点认为，官方对该思潮的关注及批判是由于其不合作的思想内涵被认为对维稳构成了潜在的威胁。

## 詞語

### 背景與源流發展
躺平一詞已知在2011年就出現在百度貼吧的「反婚吧」。
2016年，飯圈開始流行「躺平任嘲」，意思是「這次我洗不動明星了，躺好躺平，任你嘲諷」。
2021年4月，一起货车司机因被罚款扣车而自殺事件激發起在网络上对于底层生活的艰辛困苦的广泛讨论，与官方所强调的「脱贫成功」，「小康社会」等论调形成强烈对比，也侧面突显出劳工待遇在社会發展步伐下并无相应的显著提升，甚至有下降，以及2019冠状病毒病中国大陆疫情造成的国内社会问题加速恶化。有评论认为，同类事件俯拾皆是，工人阶级并未真正受惠于高速的經濟發展。
2021年5月，由於人口结构变化趋势，中華人民共和國政府宣布提出三孩政策。但有论者认为，如今很多年轻人面对工时过长、薪金停滞、置业困难、身心过劳、养老负担沉重等困境，婚育意愿下降已成普遍现象。
2021年12月，“躺平”入选中华人民共和国国家语言资源监测与研究中心发布的“2021年度十大网络用语”。“躺平”也入选了《咬文嚼字》杂志发布的2021十大流行语。

## 興起
2021年4月17日百度贴吧的一個题为《躺平即是正義》的帖子引發熱議。
我可以像第欧根尼只睡在自己的木桶裏晒太阳，也可以像赫拉克利特在山洞裏思考‘逻各斯’，既然这片土地从没真实存在高举人主体性的思潮，那我可以自己制造给自己，躺平就是我的智者运动，只有躺平，人才是万物的尺度。
帖子作者「好心的旅行家」是當時一位生活在杭州建德市的31歲男子骆华忠，在2016年用一个月时间自四川成都骑行至西藏拉萨，开始对生活状态产生「怀疑」。他在帖子中進一步指出：「我厭惡那種一輩子為了鋼筋水泥和『傳統的家庭觀念』，人不應該如此勞累」、「我有時會躲在某處看着那些忙碌的人發笑」、「我一天可以只吃兩頓飯，一年可以工作一到兩個月」。
2021年4月至5月，视频网站哔哩哔哩流传了一段知名媒体人白岩松的演讲视频，当被问及如何看待“当代年轻人一边在B站上看着爱国视频热血沸腾，但是一边又面对着生活压力、就业压力感到无能为力；他们一边对国家的命运前途感到乐观，但是一边又对个人的发展前途感到悲观”这一现象，白岩松反问：“难道我们现在指望的是房价很低，然后工作到处随便找，然后一点压力都没有，然后只要喜欢的女孩跟她一追求就同意？不会吧？”此言论引发大量网友抨击和嘲讽。随着相关讨论的展开，更为强烈的积极反抗意识被激发出来。微信朋友圈上走红的一首诗写道“躺平，是为了不弯腰。躺平，是为了不下跪。躺平，是横向的站立。躺平，是挺直的脊梁。”
2021年6月5日，陕西省公务员考试将躺平作为面试题目。6月11日，腾讯宣布推出工時管控措施。
2021年6月11日，香港中联办副主任陈冬出席活动并致辞，赞扬香港青年在困难面前没有“躺平”，在压力之下努力奋起，彰显了青春的磅礴力量和青年的担当作为。
2021年8月17日，中共中央總書記習近平主持召開中央财经委员会第十次會議，強調在高質量發展中促進共同富裕，提出要「構建初次分配、再分配、三次分配協調配套的基礎性制度安排」；在讲话中，习近平谈到“要防止社会阶层固化，畅通向上流动通道，给更多人创造致富机会，形成人人参与的发展环境，避免‘内卷’、‘躺平’”。
2021年11月28日，香港教育局局长杨润雄在其官方网站发表的文章中表示，“躺平主义”令人忧虑，长远会窒碍社会的进步，香港教育局将扶持学生建立正向思维。

## 影响

### 中國政府出手封禁
由於年輕人只在最低限度下工作，對經濟與政府施政構成打擊，這一熱詞旋即遭到官媒批判，隨後豆瓣上的几个“躺平小组”则在建立不久后被站方強制解散，含有“躺平”字眼的动态也无法发出，保留的小组简介显示“躺平是一门哲学。躺平是一种艺术。在这个喧嚣的时代，以不变应万变……”。百度贴吧的“躺平吧”、“平躺吧”、“躺吧”、“身尚吧”、“身尚平吧”，甚至“卧龙吧”、“认命吧”也陆续禁止普通用户发贴，“新躺平吧”也在聚集了三万用户后快速被封。
躺平在青年人中流行开后，购物网站上出现了印有“躺平”、“只要躺得够平就不会被割韭菜”字样的T恤、杯子、手机壳、车贴。6月中旬，购物网站淘宝、京东全部下架了涉及躺平的商品，在淘宝输入“躺平T恤”后会得到“新青年”、“先进生产者”和“软萌兔”的T恤。

### 防疫期間
2019冠狀病毒病疫情期間，中國大陸官方媒體使用“躺平”一詞諷刺其他國家與病毒共存、不清零的防疫模式。但在2022年12月7日“新十条”发布，中国大陆防疫政策发生根本性转变后，部分中国大陆民众因为药品供应短缺等问题质疑中国大陆政府反而才是在防疫问题上真正“躺平”者。

## 媒體與學者評論

### 否定看法
2021年5月，新浪微博“共青团中央”发布了一条“当代年轻人从未选择躺平”的微博。《南方日报》发表署名为王庆峰的评论文章《“躺平”可耻，哪来的正義感？》一文，其中对「躺平主義」进行批判，谴责躺平主義有害，是“毒鸡汤”，获新华社转载。《光明日报》“光明时评”栏目以《拒绝“内卷”，年轻人开始信奉“躺平学”了？》一文对“躺平”现象进行批评。湖北广播电视台电视经济频道的评论表示：“认命可以，躺平不行”。《环球时报》“环时锐评”栏目讽刺称：“声称要躺平的年轻人，总是在黎明被自己设的闹钟叫醒”。
2021年5月30日，新华社发布视频激励年轻人不要“躺平”，而要“持续奋斗”，在题为“拒绝平躺的86岁科学家”的视频中，86岁高龄的中国科学院南海海洋研究所退休教授赵焕庭每天凌晨4点开始工作，时间达10到12小时。
清华大学副教授李锋亮认为“躺平是一种极其不负责任的态度，不仅让自己的父母失望，也让数以百万计的纳税人失望。……人们仍然可以通过竞争，实现向上的社会流动。”
2021年12月27日，《光明日报》在头版发表评论《躺平不可取》，否定了躺平行为。

### 肯定看法
金融学者贺江兵认为“躺平”是一种“无奈的积极主義”，虽然会对经济造成不良影响，但是减少消费有助于减少浪费，进而减少碳足迹，有利于減碳排放目标的实现。“躺平”的人通常很温和，不是反叛型人物，多半不报复社会，有助于维稳。他认为指责年轻人躺平就是堕落是毫无道理的，阶层固化和缺乏公平竞争的制度才是真正的堕落。「躺平」可引申形容一種低慾望、低社會參與度、不迎合世俗期望或主流眼光的「無為」狀態，以抗衡或抽身於公式化的社會規範（但並非反社會）。
华东师范大学中文系教授黄平认为“躺平”是年轻人放下负担的一种方式，当人们无法追赶社会的扭曲发展（比如高涨的房价）时，“躺平”不失为一种最为理性的选择，而官方媒体关注此次思潮则是由于担心躺平主義会对生产力构成潜在威胁。还有观点认为，「躺平」虽只是情绪化的社会反应，但也为社会健康发展提出了新的课题，譬如如何改善青年的工作环境和职业发展生态。
专栏作家长平评价“躺平主義”是“一个权利意识和身份意识的觉醒”。
2021年8月3日，前美國中央情報局職員爱德华·斯诺登在推特上發表貼文，分享歌曲《躺平是王道》，並鼓勵青年人「请永远不要忘记您并不孤单：对新兴世代的剥削是一场全球斗争」。

### 现象分析
光明網于2021年5月发表的評論认为，躺平现象在很多國家和地區都有出現，當一個经济体在达致一个阶段后，就具有一定的社会保障功能，经济机会选择相对多元，加班加点的边际效益降低，自然会产生一批“扶不上墙”的年轻人。
英国广播公司分析认为，从「葛优躺」到再到「丧文化」的连环走红，凸显了年轻一代在一孩政策下长大，被要求更长的上班时间，遵守社会信用体系，还要展示自己的「爱国心」，承受的压力日益增加。
2021年6月9日，英国《独立报》认为躺平是中国年轻人的一场网络抗议活动，是全球范围内类似运动的延伸，该运动号召人们休息与复苏，而不是忙碌。《商业内幕》和《华盛顿邮报》做了相应报道，并采访了数位践行躺平主義的年轻人。
据《纽约时报》报道，这表明躺平现象在美国也普遍存在。这场运动表明，人们正以躺平来抵制对持续生产力和职业成功的期望。它凸显了经济不平等、就业机会有限以及对传统长时间工作模式的失望，这些都是导致躺平现象兴起的因素。躺平代表着人们对个人价值完全由工作或经济地位决定的观念的拒绝。相反，它体现了人们对更简单、更充实的生活的渴望，这种生活将个人幸福置于物质成功之上。
日本NTV NEWS24森本隼裕认为躺平主義的流行与中国共产党领导层所反复提倡的诸如“新时代是奋斗者的时代”的奋斗哲学形成了鲜明对比，相关新闻在日本网站获得上千条回应，引发许多日本网民的共鸣。